# Reichskomisariatul Ural
Reichskomisariatul Ural (în germană: Reichskommissariat Ural) a fost un regim civil de ocupație (teoretic) al Germaniei Naziste care a fost planificat în primele etape de ocupare de teritorii în Uniunea Sovietică, unul dintre multele Reichskommissariate.

## Legături externe
- en Decretul Führerul din 17 iulie 1941 de stabilire a Reichskommissariatelor în Uniunea Sovietică